# Dobrcz (gmina)
Dobrcz est une gmina rurale du powiat de Bydgoszcz, Couïavie-Poméranie, dans le centre-nord de la Pologne. Son siège est le village de Dobrcz, qui se situe environ 20 km au nord-est de Bydgoszcz.
La gmina couvre une superficie de 130,41 km2 pour une population de 9 215 habitants.

## Géographie
La gmina est bordée par la ville de Bydgoszcz et les gminy de Dąbrowa Chełmińska, Koronowo, Osielsko et Pruszcz.